# Mount Superbus
Mount Superbus är ett berg i Australien. Det ligger i regionen Southern Downs och delstaten Queensland, omkring 100 kilometer sydväst om delstatshuvudstaden Brisbane. Toppen på Mount Superbus är 1 375 meter över havet.
Mount Superbus är den högsta punkten i trakten. Runt Mount Superbus är det mycket glesbefolkat, med 5 invånare per kvadratkilometer.. 
I omgivningarna runt Mount Superbus växer i huvudsak städsegrön lövskog. Genomsnittlig årsnederbörd är 1 402 millimeter. Den regnigaste månaden är januari, med i genomsnitt 269 mm nederbörd, och den torraste är september, med 37 mm nederbörd.